# Théodote de Byzance
Pour les articles homonymes, voir Théodote.
Théodote de Byzance est un héresiarque du IIe siècle, à l'origine de l'Adoptianisme.
Son métier était corroyeur, et il fut persécuté probablement sous Marc Aurèle, et renonça à la Foi. Excommunié par le pape Victor Ier, il s'enfuit à Rome. Reconnu, il se justifia en expliquant n'avoir renoncé qu'au Christ en tant que personne humaine.